# Beynat

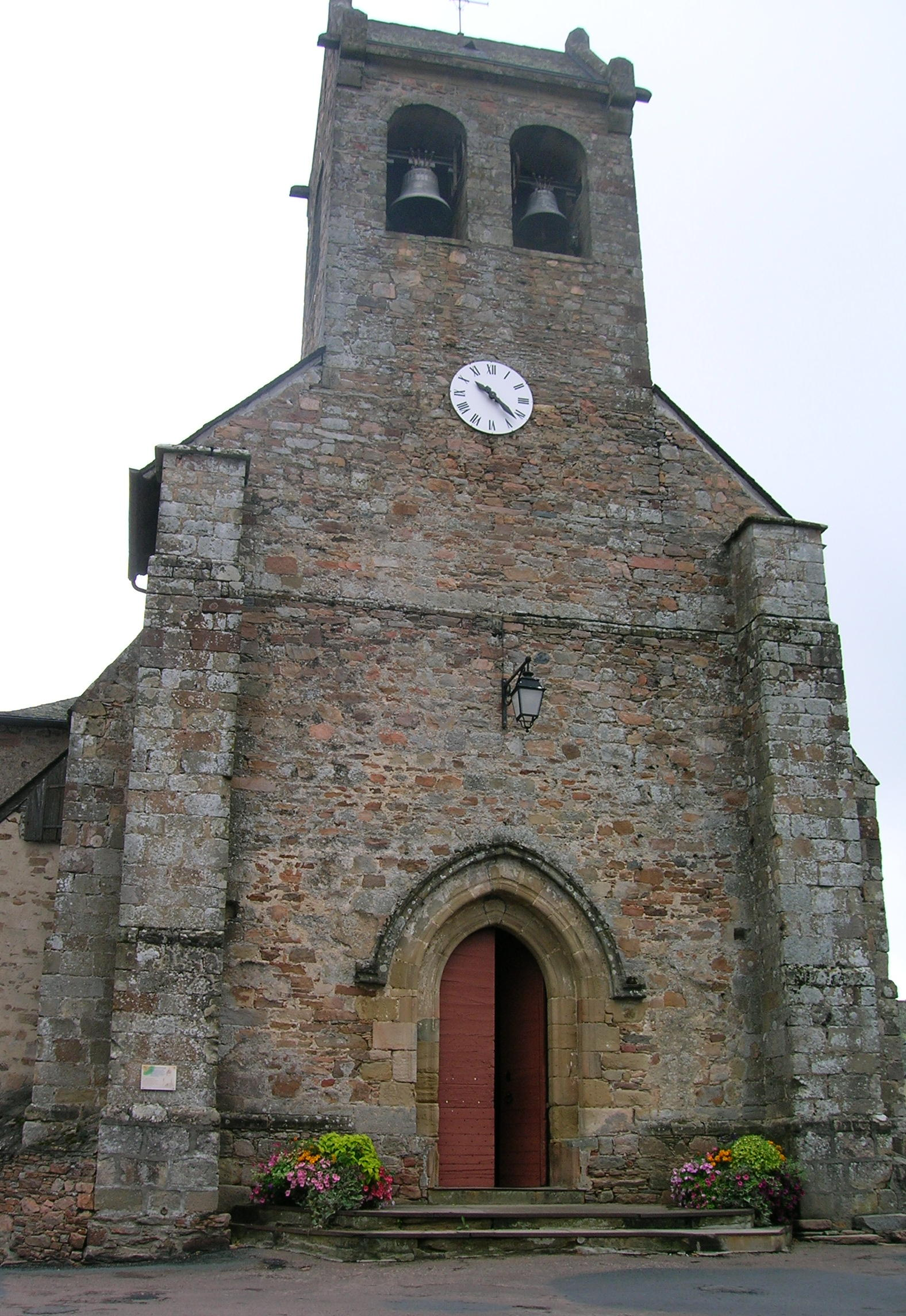
Kościół w Beynat (2006)

Beynat – miejscowość i gmina we Francji, w regionie Nowa Akwitania, w departamencie Corrèze.
Według danych na rok 1990 gminę zamieszkiwało 1068 osób, a gęstość zaludnienia wynosiła 31 osób/km² (wśród 747 gmin Limousin Beynat plasuje się na 113. miejscu pod względem liczby ludności, natomiast pod względem powierzchni na miejscu 126.).

## Populacja

Populacja Beynat w latach 1962–2008